# Вокализация земноводных
Вокализация земноводных, или вокальная активность земноводных, или кваканье (от лат. vocalis — «звучный, гласный» от лат. vox — «голос») — издавание амфибиями различных звуков посредством голосового аппарата. Используется для акустической коммуникации. Вокализацию самцов бесхвостых земноводных в период размножения называют пение. Источником акустической энергии при вокализации служит поток воздуха, проходящий через голосовую щель, источником звука — голосовые связки. У бесхвостых земноводных издаваемые звуки усиливаются с помощью горлового мешка, играющего роль резонатора.
У амфибий, впервые среди позвоночных вы-
шедших на сушу, в верхней гортани появляется голосо-
образующий аппарат, который совершенствуется у млеко-
питающих, достигая у них наибольшего развития и слож-
ности.
Звуки, издаваемые хвостатыми и безногими земноводными, ограничиваются редкими тихими писками, хрюкающими звуками или шипением и изучены недостаточно. Щёлкающий звук, который иногда издают червяги, может быть средством ориентации, как у летучих мышей, или формой общения. Большинство хвостатых земноводных считаются безголосыми, но тихоокеанская амбистома имеет голосовые связки и может издавать дребезжащий или лающий звук. Некоторые виды саламандр издают тихий писк или визг при нападении на них.
Бесхвостые земноводные (лягушки, жабы и им подобные) гораздо более голосистые, особенно в период размножения, когда они используют свой голос для привлечения партнёров. Издаваемые ими в это время звуки видоспецифичны и по ним можно определить присутствие в какой-либо местности того или иного вида. У большинства видов звук издаётся путём выталкивания воздуха из лёгких через голосовые связки в гортани в один или два горловых мешка, расположенных на горле или в углах рта (у зелёных лягушек). Горловой мешок имеет эластичные стенки, которые внутри состоят из слоя слизистой оболочки, а также кожаного покрова. В спокойном состоянии он находится в форме складок между слизистой оболочкой и складчатой кожей мускула основания полости рта Musculus subhyoideus. Когда в него поступает воздух, горловой мешок раздувается подобно воздушному шару и представляет собой мешкообразный пузырь из кожи, образующийся в основании полости рта или два пузыря в углах рта. В этот момент он действует как резонатор, усиливая и помогая передавать звук в атмосферу или в воду, если животное находится под водой.
Ряд видов амфибий не имеют горловых мешков, некоторые другие обладают такими внутри организма, и в этих случаях их брачные призывы негромкие (например, у обыкновенной жабы и травяной лягушки). Как правило, это животные, которые для своих брачных игр и выведения потомства используют постоянно одни и те же водоёмы. При этом поиски партнёров при помощи акустических сигналов играют у них не столь значительную роль. Внутренние звуковые пузыри надуваются у них не столь сильно и в спокойном состоянии не выделяются складками кожи, как выходящие наружу горловые мешки у других видов лягушек.
Основной звук, издаваемый самцом, — это громкий призывный крик, который одновременно побуждает самку приблизиться и отпугивает других самцов от вторжения на его территорию. Этот крик изменяется на более тихий призывный крик при приближении самки или на более агрессивный, если приближается самец-конкурент, нарушитель границ территории. С другой стороны, громкие звуки земноводных несут в себе риск привлечения хищников и требуют больших затрат энергии. Кроме того, звуки издают самки бесхвостых земноводных в ответ на призывные крики самцов, а также звуки для освобождения, которые самец или самка издают при нежелательных попытках амплексуса со стороны других самцов. При нападении на лягушку она издаёт резкий звук бедствия или испуга, который часто напоминает пронзительный визг. Ночная кубинская древесная лягушка Osteopilus septentrionalis обычно издаёт особые звуки, когда идёт дождь в светлое время суток.